# George Wythe
George Wythe (3. prosince 1726 Elizabeth City County – 8. června 1806 Richmond) byl americký profesor práva, klasický vědec a soudce ve Virginii. Jako první ze sedmi signatářů americké deklarace nezávislosti za stát Virginie se Wythe zúčastnil zasedání filadelfského ústavního konventu při jednání o Filadelfské úmluvě. Wythe také učil a byl rádcem Thomase Jeffersona, Johna Jamese Marshalla, Henryho Claye a dalších mužů, kteří se stali americkými vůdci.

## Život
George Wythe se narodil 3. prosince 1726 v Chesterville, kde vlastnila jeho rodina plantáž provozovanou již třemi generacemi rodiny Wytheů v tehdejší Elizabeth City County, dnešním Hamptonu ve Virginii. Jeho pradědeček z matčiny strany byl George Keith, kvaker a oponent otroctví, který byl z Anglie vyslán jako misionář a poté se vrátil do Anglie. Jeho matka, Margaret Walkerová z Kecoughtanu, vzdělaná žena, byla také pravděpodobně vychovaná jako kvakerka. Ta vštípila svému synovi lásku ke vzdělání. V pozdějších letech byl Wythe známý svým nemoderním kvakerským oděvem, stejně jako svými jemnými způsoby. Jeho otec zemřel brzy a Wythe pravděpodobně navštěvoval gymnázium ve Williamsburgu a poté zahájil své právní vzdělávání v kanceláři svého strýce Stephena Deweye v Prince George County, v Richmondu ve Virginii.

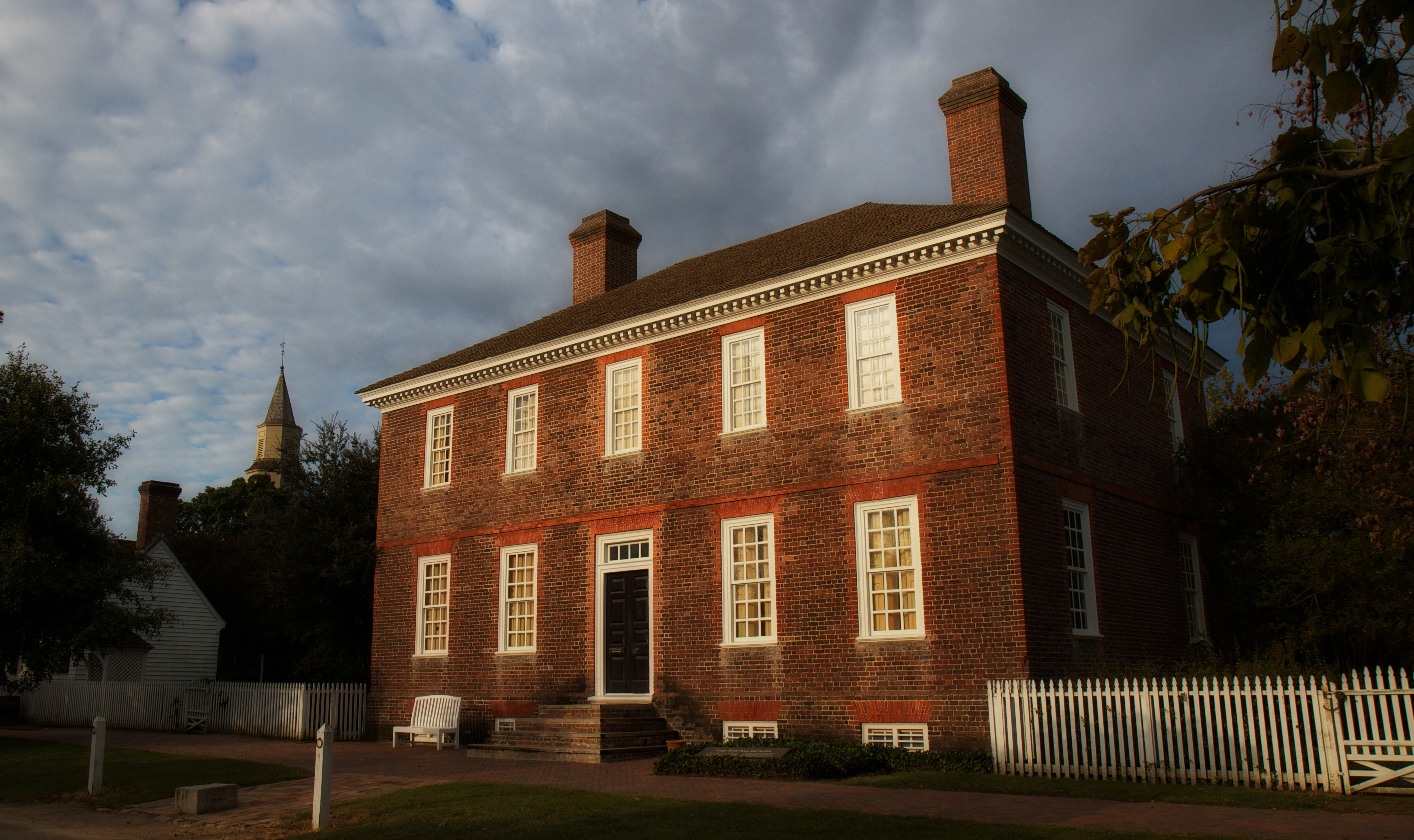
Dům George Wythea ve Williamsburgu ve Virginii

Ve Williamsburgu také začala jeho politická kariéra. V roce 1754 se stal členem legislativního orgánu Virginie „House of Burgesses“, založeného roku 1619. Pomáhal dohlížet na výdaje na obranu během francouzsko-indiánské války. Protestoval proti kolkovému zákonu z roku 1765 (Stamp act 1765) a dalším britským daním uvaleným na třináct kolonií. Stále více se vymezoval proti britské nadvládě a byl reprezentantem státu Virginie na Druhém kontinentálním kongresu v roce 1776, kde podepsal Deklaraci nezávislosti. Spolupracoval na návrhu vlajky a znaku státu Virginie. V roce 1787 pracoval ve výboru, jehož úkolem bylo vytvořit ústavu USA „Constitution of the United States“ a také stanovit pravidla pro její naplňování. Z výboru odešel před podepsáním ústavy Spojených států, aby se mohl starat o umírající manželku. Byl zvolen do výboru „Virginia Ratifying Convention“, virginské ratifikační smlouvy a pomohl zajistit, aby jeho domovský stát ústavu ratifikoval.
Jako soudce pracoval Wythe po většinu svého života. Pracoval u „Virginia Court of Chancery“, byl také prominentním profesorem práva na College of William & Mary a učil několik významných osobností. Měl obzvláště blízko k Jeffersonovi a ve své závěti mu odkázal svou rozsáhlou sbírku knih. V pozdějších letech se stal bojovníkem proti otroctví a před svou smrtí osvobodil čtyři ze svých otroků.

Erb George Wythe

### Politik, právník a učitel
Wythe měl pravděpodobně v úmyslu trvale žít ve Williamsburgu, kde otec jeho ženy Elizabeth, architekt a stavitel Richard Taliafero, pro ně postavil dům. Jako delegát za Williamsburg se zúčastnil zasedání v letech 1754 a 1755 (ale ne na zasedáních shromáždění v letech 1756–1758). V těchto letech byl znovu jmenován úředníkem pro „Privileges and Elections and Propositions and Grievance“(Výsady a volby, návrhy a stížnosti), také byl členem „Committee for Courts of Justice“ (Výboru pro soudnictví) a v roce 1759 pracoval v „Committee of Correspondence“ (Výboru pro korespondenci s anglickým vládním zmocněncem pro kolonie). Přes svou skromnost a tichou důstojnost si Wythe nakonec získal pověst radikála protestujícího proti zákonu „Stamp Act 1765“ z roku 1765 a dalším pokusům britské vlády regulovat zámořské kolonie. V té době Wythe udržoval blízká přátelství s guvernéry Francisem Fauquierem a Norbornem Berkeley, 4. baronem z Botetourt. Wythe si také získal reputaci za osobní integritu, což po letech vedlo rev. Lee Masseye aby o něm prohlásil: Wythe byl... „jediným poctivým právníkem, kterého jsem kdy poznal.“ Fauquier, Wythe a vysokoškolský profesor William Small se často společně stýkali – hovořili o filozofii, přírodních vědách, historii a dalších tématech. V roce 1762 navrhl Small Wythovi dohled na právní vzdělávání nadějného studenta Thomase Jeffersona, což mělo do budoucna hluboký dopad, který daleko přesáhl jejich životy.

### Finanční skandál House of Burgesses
V létě roku 1766 došlo k událostem, které hluboce ovlivnily Wythe, Jeffersona a další veřejné osobnosti, kteří se stali „Otci zakladateli“. Ti trvali na rozdělení pravomocí v nové vládě. Když John Robinson, vlivný mluvčí „House of Burgesses“ zemřel, byl téměř insolventní, s mnoha dluhy i nesplacenými půjčkami. Účty, které Robinson vedl jako pokladník, nebyly také v pořádku. Namísto ničení vykoupené papírové měny po francouzsko-indiánské válce Robinson tyto peníze půjčoval svým politickým podporovatelům, kolegům z jižní Virginie. Udržování peněz v oběhu pomohlo těmto lidem splácet jejich vlastní dluhy, ale také to vedlo ke znehodnocování měny a mimo jiné to odporovalo zákonu o zpětném odkupu. Robinsonovi správci pozůstalosti drželi jména politicky mocných příjemců úvěrů v tajnosti po celá desetiletí, ale nakonec se nepodařilo skandál s majetkem Johna Robinsona utajit. Otec Robinsonovy vdovy plukovník John Chiswell dne 20. června 1766, který byl obchodním partnerem Johna Robinsona, guvernéra Fauquiera a Williama Byrda III., zabil v okrese Cumberland Court House obchodníka Roberta Routledge, kterému dlužil peníze. Chiswell byl obviněn z vraždy a byl přiveden pod ozbrojenou stráží do Williamsburgu k soudu. Soudní jednání se konalo během zasedání soudu „General Court“. Toho se zúčastnilo mnoho mužů i ze vzdálených okresů, kteří také byli členy House of Burgesses. Než se obvinění dostali do vězení ve Williamsburgu, zastavili je na ulici tři soudci (John Blair, Presley Thornton a Byrd) a umožnili Chiswellovi propuštění na kauci až do září, protože příští soudní zasedání mělo začít v říjnu. Do celé záležitosti se vložili novináři s poukazem na to, že politici straní bohatým a vlivným. Soudce Blair ve zveřejněném dopise vysvětlil, že soudci se spoléhali na ujištění „tří významných právníků“, že kauce byla povolena oprávněně. Chiswell zemřel nečekaně ve svém domě Williamsburg 15. října, ještě než soudní jednání začalo.

### Wythe politik
Wythe spěchal zpět do Virginie z Filadelfie, 23. června 1776 začal pomáhat Virginii ustavit novou vládu. Virginský ústavní konvent začal už před několika měsíci a 15. května hlasoval o pokynu svým federálním delegátům, aby přistoupili k vyhlášení nezávislosti. I přes pozdní příchod sloužil Wythe ve výboru s Georgem Masonem, se kterým navrhl pečeť státu Virginie, s heslem „Sic Semper Tyrannis“, které se dodnes používá. Rubová strana ukazuje tři římské bohyně, Libertas, Ceres a Aeternitas. Když se Wythe opět vrátil do Filadelfie pracoval ve výboru s Thomasem Jeffersonem a Edmundem Pendletonem za účelem revize a kodifikace zákonů a také pomohl připravit nový systém státních soudů.

### Wythe učitel
Wytheho učitelská kariéra začala v roce 1761 na universitě The College of William and Mary. Během více než dvaceti let učil Wythe mnoho studentů. Mezi nejznámější patřili budoucí prezidenti Thomas Jefferson a James Monroe; budoucí senátoři Henry Clay, Littleton Waller Tazewell a John Breckinridge; budoucí virginští soudci St. George Tucker a Spencer Roane; budoucí předseda Nejvyššího soudu John Marshall; a budoucí soudce Nejvyššího soudu Bushrod Washington. Zdatný v latině a řečtině, stejně jako známý svou oddaností knihám a učení, Wythe zpočátku učil studenty individuálně. Zvláště po smrti jeho ženy v roce 1787 navštěvovali někteří soukromí studenti jeho dům a on je denně učil klasické jazyky stejně jako politickou filozofii a právo.

### Wythe soudce
Přísaha George Wythea, kterou navrhl pro soudce naznačuje jeho právnickou filosofii: 
„Přísaháte, že... budete dodržovat zásadu rovného práva pro všechny druhy lidí, velké i malé, vysoké i nízké, bohaté a chudé, podle spravedlnosti a svého nejlepšího svědomí... a budete dodržovat zákony a zvyklosti Virginie, bez ohledu na osoby.... A konečně, ve všech věcech, které náleží vaší řečené kanceláři, během svého soudcovství budete věrně, spravedlivě a skutečně podle nejlepších svých schopností soudit podle rovné a nestranné spravedlnosti, bez podvodu, bez nadržování či projevů náklonnosti nebo stranění komukoli.“.

 Wythe také navrhl pečeť Chancery Court, ilustrující trest perského soudce Sisamnese, zabitého a stáhnutého z kůže po přijetí úplatku.

## Odkaz a ocenění

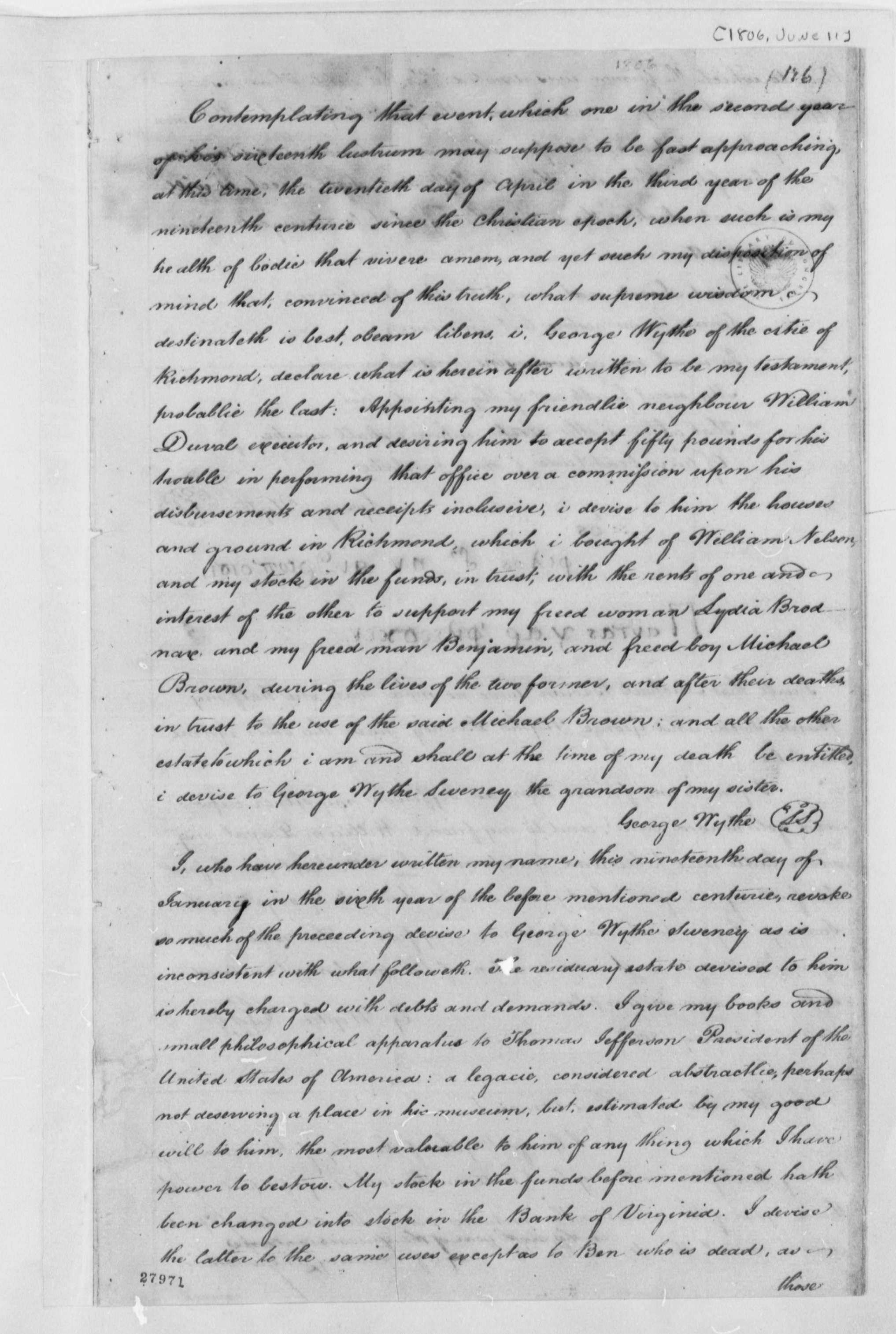
Poslední vůle a George Wythe, podle které nechává své knihy a jeho „malý filozofický aparát“ prezidentovi Thomasu Jeffersonovi. Thomas Jefferson Papers, Series 1, Kongresová knihovna, Washington, D.C.Erb George Wythe

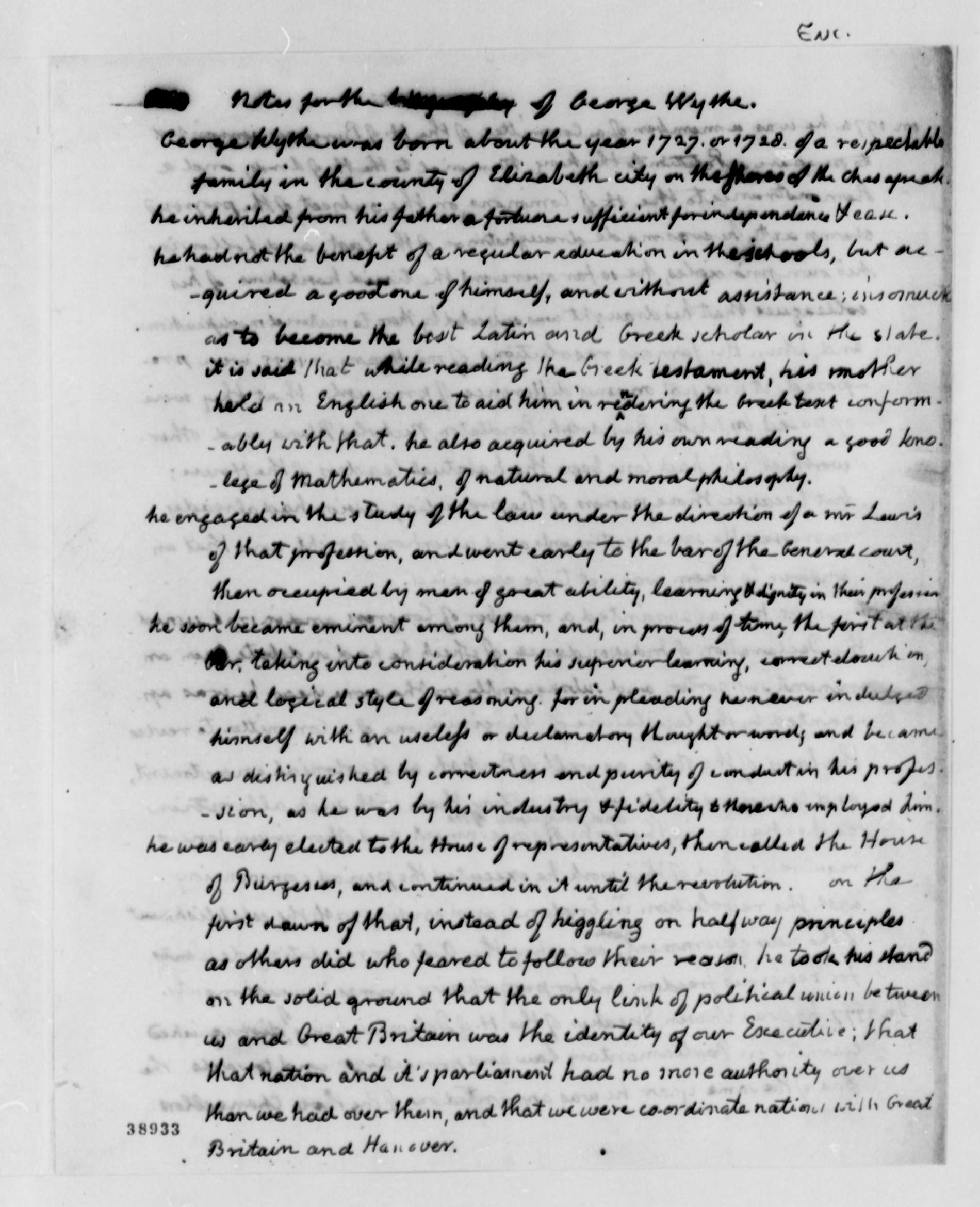
Poznámky Thomase Jeffersona k biografii George Wythe, Thomas Jefferson Papers, Series 1, General Correspondence, Kongresová knihovna, Washington, D. C., 1820

V roce 1790 získal Wythe čestný titul LL.D. od College of William & Mary.
Ve své závěti Wythe odkázal svou rozsáhlou sbírku knih Thomasu Jeffersonovi. Část sbírky později Jefferson prodal, účelem bylo vytvoření Kongresové knihovny. Jefferson chválil Wythe jako „mého nejstaršího učitel, svého nejranějšího a nejlepšího přítele a mám vůči němu dluh za první názory, které mi pomohly zajistit úspěchy v mém životě.“ Jefferson později odmítl nabídku převzít Wytheovy poznámky k přednáškám a další právní dokumenty. Věřil, že jejich místo je v Library of Virginia v Richmondu, referenční knihovně v sídle vlády Virginie. Poslední zmínka o těchto dokumentech je vlastnictví Spencera Roana (který před svou smrtí spálil mnoho dokumentů). Thomas Ritchie, vydavatel Richmond Enquirer, uvádí, že dokumenty byly ztraceny v roce 1830.
Místa spojená s Wytheovým jménem nesou jeho jméno dodnes:
- Wytheův dům ve Williamsburgu ve Virginii stojí vedle farního kostela „Bruton Parish Church“.[18] Dům získala nadace ve Williamsburgu v roce 1938. Dnes je slouží jako muzeum Wythe House.

Několik míst ve Virginii bylo jmenováno po něm: okres Wythe, Virginie, vysoká škola v Richmondu, základní škola v Hamptonu.
- The Marshall-Wythe School of Law na Universitě Williama a Mary ve Virginii.
- George Wythe University v Salt Lake City, Utah.
- George Wythe Hotel in Wytheville.
- George Wythe Randolph, Jeffersonovův vnuk se stal Secretary of War, Confederate States of America.
- Wythe Avenue. Hlavní ulice v Richmondu nese jeho jméno.